# 모바비 비디오 에디터
모바비 비디오 에디터(Movavi Video Editor)는 모바비 회사가 개발하고 주로 초보 사용자를 위해 설계된 상용 비선형 비디오 편집 소프트웨어이다.

## 기능
모바비 비디오 에디터의 주된 목적은 사용자가 여러 개의 짧은 클립으로 영화를 만들 수 있게 하는 것이다. 다양한 도구를 사용하여 이러한 작업을 할 수 있다:
- 동영상 자르기, 합치기
- 영상 회전, 거꾸로 돌리기
- 필터, 트랜지션, 제목 및 특수 효과 추가
- 비디오 및 오디오 파일 개선 : 흔들리는 영상 안정화, 색상 조정, 볼륨 조정, 배경 노이즈 제거
- 웹캠과 TV 수신기에서 비디오를 캡처, 보이스오버 녹화, VHS 테이프 디지털화
- 몽타주 마법사로 자동으로 영화 제작

이 프로그램은 HD, 풀 HD, 4K 비디오도 지원한다. 결과 파일을 인기 형식으로 내보내거나, 특정 모바일 기기에서 볼 수 있도록 최적화하거나, 유튜브에 바로 업로드할 수 있다.
모바비 동영상 편집 소프트웨어는 Movavi Video Editor 및 Movavi Video Editor Plus 버전으로 구분된다.

## 배포
이 프로그램은 회사 공식 웹 사이트와 아반게이드, 아마존닷컴, 애플 앱 스토어, 네이버 소프트웨어, 월마트를 포함한 모바비 제휴 네트워크를 통해 배포된다. 무료 버전은 7일 체험 기간으로 제한되며 출력 비디오에는 회사 워터마크가 표시된다.

## 평가
모바비 비디오 에디터는 사용자 및 리뷰 웹사이트로부터 주로 긍정적인 피드백을 받았다 "비디오 편집 기능과 사용 편의성이 조화를 잘 이루고 있다", "몇몇 다른 전문 비디오 편집기와 마찬가지로 스토리보드 보기가 부족하다." 등의 댓글이 있다.
Softonic.com은 프로그램의 단순성을 칭찬하지만 "더 깊이 있고 전문적인 편집 옵션은 제공하지 않는다"라고 말한다.